# Droga krajowa 47
Die Droga krajowa 47 (DK47) ist eine polnische Landesstraße, die in Rabka-Zdrój von der DK7 abzweigt und dann Richtung Süden durch die Woiwodschaft Kleinpolen (województwo małopolskie) verläuft. Sie führt dann über Nowy Targ nach Zakopane in die Hohe Tatra und ist insgesamt 40 km lang. Der Abschnitt bis Nowy Targ und dem Abzweig der DK49 wird bis Oktober 2023 zu einer „beschleunigten Hauptstraße“ modernisiert.

## Geschichte
Diese Strecke gehörte bis 1918 zum österreichischen Kronland Galizien.
Die Straße von Warschau über Krakau nach Zakopane wurde durch das polnische Straßengesetz vom 10. Dezember 1920 zur Staatsstraße (droga państwowa) erklärt.
1985 wurde das polnische Straßennetz neu geordnet. Die bisherigen Staatsstraßen (droga państwowa) wurden in Landesstraßen (droga krajowa) umbenannt und neu nummeriert. Die Straße von Rabka nach Zakopane wurde ab 1986 als Droga krajowa Nr. 95 bezeichnet.
2003 wurde die Nummerierung des Straßennetzes dahingehend geändert, dass die Nummern 91–99 nur für solche Straßen, die durch parallel laufende Autobahnen ersetzt wurden, verwendet wurden. Damals wurde die DK 95 in DK 47 umbenannt.

## Wichtige Ortschaften an der Strecke
- Rabka-Zdrój – Abzweig von der DK7
- Nowy Targ – Abzweig der DK49
- Poronin
- Zakopane